# Giorgio Federico di Waldeck
Giorgio Federico di Waldeck-Eisenberg (Arolsen, 31 gennaio 1620 – Arolsen, 19 novembre 1692) è stato un generale tedesco.
Divenne maresciallo di campo e fu inoltre capitano generale olandese.

## Origini
Giorgio Federico proveniva da una dinastia nobile che era stata iniziata nel 1184 da Wittekind III di Waldeck e Schwalenberg. Egli era il figlio di Volrado IV di Waldeck-Eisenberg (1588 – 1640) e della margravia Anna di Baden-Durlach (1585 – 1649), una delle figlie del margravio Giacomo III di Baden-Hachberg (che annoverava fra gli antenati il re Cristiano I di Danimarca).

## Biografia

### Vita politica e militare
Giorgio di Waldeck entrò nel 1641 negli Stati generali di Olanda e divenne nel 1651 luogotenente generale nell'esercito del Brandeburgo, ove dal 1653 era giunto, come primo ministro, al vertice degli Stati generali.
Diede un nuovo indirizzo alla politica quando prese le distanze dal partito dell'imperatore e cercò di concludere un'alleanza con i principi protestanti. Il 23 giugno 1656 concluse a Marienberg l'alleanza fra Brandeburgo e Svezia nella quale il principe elettore brandeburghese, Federico Guglielmo, si impegnava, su richiesta, ad entrare in guerra contro la Polonia. Egli ricevette per questo dalla Svezia la diocesi di Varmia e quattro grossi voivodati polacchi. Nella battaglia di Varsavia del 1656 (seconda guerra del nord) comandò la cavalleria. Nel 1658 lasciò il servizio presso il grande elettore dopo che questi nel 1657 aveva concluso il trattato di Wehlau con la Polonia, con il quale aveva garantito ai polacchi di lasciare l'alleanza con gli svedesi e passare a quella polacco-danese. In contropartita gli sarebbero toccati i feudi ereditari di Lauenburg e Bütow.
Giorgio Federico, diventato nel frattempo principe di Waldeck, combatté sotto Carlo X Gustavo di Svezia nelle sue due campagne contro la Danimarca, quindi come maresciallo di campo tedesco nel 1664 presso San Gottardo (Mogersdorf). Nel 1683 condusse le truppe della Baviera, della Franconia e dell'Assia superiore come esercito di riserva nella Battaglia di Vienna. Nel 1685 combatté come principe indipendente sotto il principe di Lorena e principe elettore di Baviera.
Quando Guglielmo d'Orange nel 1688 partì per l'Inghilterra per salire al trono inglese, lo chiamò in Olanda come comandante generale delle truppe dei Paesi Bassi nella guerra della Grande Alleanza. Nel 1689 il Waldeck difese il Basso Reno contro i francesi, in unione con il Brandeburgo. Vinse la battaglia di Malcourt nello stesso anno ma nel 1690 subì una grave sconfitta a Fleurus ad opera del maresciallo Luxembourg. L'anno dopo il Luxembourg ebbe nuovamente su di lui la meglio alla battaglia di Leuze. Dopo questa sconfitta fu nominato capo di stato maggiore dell'esercito olandese.
Essendogli premorti tutti i figli maschi, secondo la legge salica, il trono di Waldeck-Wildungen passò al suo lontano parente, Federico Antonio Ulrico di Waldeck e Pyrmont.

## Matrimonio e figli
Il 29 novembre 1643 il Waldeck sposò a Culemborg Elisabetta Carlotta di Nassau-Siegen (1626 – 1694), una delle figlie del Conte Guglielmo (1592 – 1642). Da lei ebbe:
- Wolrad Cristiano (1644 – c.a 1650);
- Federico Guglielmo (1649 – 1651);
- Luisa Anna (1653 – 1714), andata sposa al conte Giorgio IV di Erbach-Fürstenau;
- Carlotta Amalia (1654 – 1657);
- Carlo Guglielmo (1657 – 1670);
- Carlo Gustavo (1659 – 1678);
- Sofia Enrichetta (1662 – 1702), andata sposa ad Ernesto, duca di Sassonia-Hildburghausen;
- Albertina Elisabetta (1664 – 1727), andata sposa a Filippo Luigi di Erbach-Erbach.

## Ascendenza
|                                             |                                     |                                                | Genitori                                                       |  |  | Nonni |  |  | Bisnonni                              |  |  | Trisnonni                               |  |
|                                             |                                     |                                                |                                                                |  |  |       |  |  | Wolrad II, conte di Waldeck-Eisenberg |  |  | Philipp III, conte di Waldeck-Eisenberg |  |
|                                             |                                     |                                                |                                                                |  |  |       |  |  | Wolrad II, conte di Waldeck-Eisenberg |  |  | Philipp III, conte di Waldeck-Eisenberg |  |
|                                             |                                     | Adelheid von Hoya                              |                                                                |  |  |       |  |  | Wolrad II, conte di Waldeck-Eisenberg |  |  |                                         |  |
| Josias I, conte di Waldeck-Eisenberg        |                                     |                                                |                                                                |  |  |       |  |  | Wolrad II, conte di Waldeck-Eisenberg |  |  |                                         |  |
|                                             |                                     | Anastasia Günthera von Schwarzburg-Blankenburg | Heinrich XXXII, conte di Schwarzburg-Blankenburg               |  |  |       |  |  |                                       |  |  |                                         |  |
|                                             |                                     | Anastasia Günthera von Schwarzburg-Blankenburg | Heinrich XXXII, conte di Schwarzburg-Blankenburg               |  |  |       |  |  |                                       |  |  |                                         |  |
|                                             |                                     | Anastasia Günthera von Schwarzburg-Blankenburg | Katharina von Henneberg                                        |  |  |       |  |  |                                       |  |  |                                         |  |
| Wolrad IV, conte di Waldeck-Eisenberg       |                                     | Anastasia Günthera von Schwarzburg-Blankenburg |                                                                |  |  |       |  |  |                                       |  |  |                                         |  |
|                                             |                                     | Albrecht X, conte di Barby-Mühlingen           | Wolfgang I, conte di Barby-Mühlingen                           |  |  |       |  |  |                                       |  |  |                                         |  |
|                                             |                                     | Albrecht X, conte di Barby-Mühlingen           | Wolfgang I, conte di Barby-Mühlingen                           |  |  |       |  |  |                                       |  |  |                                         |  |
|                                             |                                     | Albrecht X, conte di Barby-Mühlingen           | Agnes von Mansfeld                                             |  |  |       |  |  |                                       |  |  |                                         |  |
| Marie von Barby-Mühlingen                   |                                     | Albrecht X, conte di Barby-Mühlingen           |                                                                |  |  |       |  |  |                                       |  |  |                                         |  |
|                                             |                                     | Marie von Anhalt-Zerbst                        | Johann IV, principe di Anhalt-Zerbst                           |  |  |       |  |  |                                       |  |  |                                         |  |
|                                             |                                     | Marie von Anhalt-Zerbst                        | Johann IV, principe di Anhalt-Zerbst                           |  |  |       |  |  |                                       |  |  |                                         |  |
|                                             |                                     | Marie von Anhalt-Zerbst                        | Margareta von Brandenburg                                      |  |  |       |  |  |                                       |  |  |                                         |  |
| Georg Friedrich, conte di Waldeck-Eisenberg |                                     | Marie von Anhalt-Zerbst                        |                                                                |  |  |       |  |  |                                       |  |  |                                         |  |
|                                             | Karl II, margravio di Baden-Durlach | Ernst, margravio di Baden-Durlach              |                                                                |  |  |       |  |  |                                       |  |  |                                         |  |
|                                             | Karl II, margravio di Baden-Durlach | Ernst, margravio di Baden-Durlach              |                                                                |  |  |       |  |  |                                       |  |  |                                         |  |
|                                             | Karl II, margravio di Baden-Durlach | Ursula von Rosenfeld                           |                                                                |  |  |       |  |  |                                       |  |  |                                         |  |
| Jakob III, margravio di Baden-Hachberg      | Karl II, margravio di Baden-Durlach |                                                |                                                                |  |  |       |  |  |                                       |  |  |                                         |  |
|                                             |                                     | Anna von Pfalz-Veldenz                         | Ruprecht, conte del Palatinato-Veldenz                         |  |  |       |  |  |                                       |  |  |                                         |  |
|                                             |                                     | Anna von Pfalz-Veldenz                         | Ruprecht, conte del Palatinato-Veldenz                         |  |  |       |  |  |                                       |  |  |                                         |  |
|                                             |                                     | Anna von Pfalz-Veldenz                         | Ursula zu Salm-Kyrburg                                         |  |  |       |  |  |                                       |  |  |                                         |  |
| Anna von Baden-Hachberg                     |                                     | Anna von Pfalz-Veldenz                         |                                                                |  |  |       |  |  |                                       |  |  |                                         |  |
|                                             |                                     | Floris I van Pallant, conte di Culemborg       | Erhard van Pallant, signore di Kinzweiler, Wildenburg, Witthem |  |  |       |  |  |                                       |  |  |                                         |  |
|                                             |                                     | Floris I van Pallant, conte di Culemborg       | Erhard van Pallant, signore di Kinzweiler, Wildenburg, Witthem |  |  |       |  |  |                                       |  |  |                                         |  |
|                                             |                                     | Floris I van Pallant, conte di Culemborg       | Marguerite de Lalaing                                          |  |  |       |  |  |                                       |  |  |                                         |  |
| Elisabeth van Pallandt-Culemborg            |                                     | Floris I van Pallant, conte di Culemborg       |                                                                |  |  |       |  |  |                                       |  |  |                                         |  |
|                                             |                                     | Elisabeth von Manderscheid-Virneburg           | Franz, conte di Manderscheid-Virneburg                         |  |  |       |  |  |                                       |  |  |                                         |  |
|                                             |                                     | Elisabeth von Manderscheid-Virneburg           | Franz, conte di Manderscheid-Virneburg                         |  |  |       |  |  |                                       |  |  |                                         |  |
|                                             |                                     | Elisabeth von Manderscheid-Virneburg           | Anna von Isenburg-Neumagen                                     |  |  |       |  |  |                                       |  |  |                                         |  |
|                                             |                                     | Elisabeth von Manderscheid-Virneburg           |                                                                |  |  |       |  |  |                                       |  |  |                                         |  |